# Matteo Felice
Matteo Felice est un enlumineur actif à Naples entre 1467 et 1493.

## Biographie

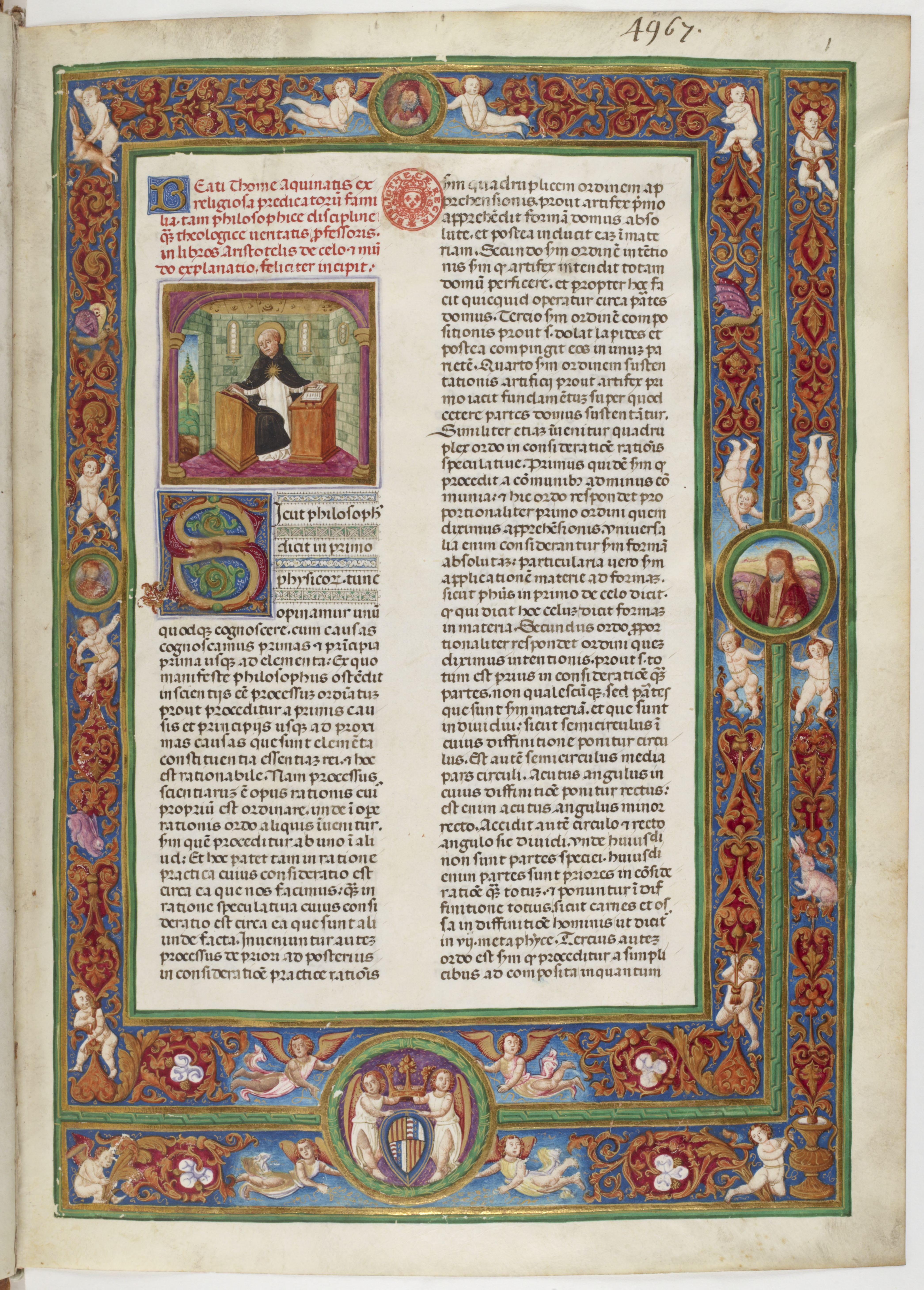
Commentaire sur Aristote de Thomas d'Aquin, manuscrit documenté de Matteo Felice.

La date de naissance et l'origine de Matteo Felice sont inconnus. Les plus anciens manuscrits qui lui sont attribués sont réalisés à Naples en collaboration avec un enlumineur anonyme à la cour napolitaine, le Maître d'Isabella di Chiaromonte. Il semble donc avoir été formé auprès de ce dernier. Il travaille ensuite au sein de l'atelier royal de Cola Rapicano. La plus ancienne source mentionnant Matteo Felice remonte au 10 juillet 1467, lorsqu'il se fait payer pour un manuscrit destiné à Agnolo Manetti, fils de Giannozzo Manetti. Pourtant, la première trace de paiement faisant apparaitre son nom dans les archives royales n'apparait que bien plus tard, après la mort de Cola Rapicano, tous les paiements se faisant probablement au nom du chef d'atelier. Les paiements se font en effet très nombreux au début des années 1490, le dernier datant de 1493.

## Style
Son style est à la fois marqué par les décorations de vigne blanche pratiquées par Gioacchino di Giovanni et venues de Padoue et de Rome, mais aussi par les enlumineurs catalans tels Lleonard Crespi ou Alfonso di Cordova qui empruntent eux-mêmes aux Flamands. Ses personnages sont enfantins, aux contours marqués d'un trait épais. Ses miniatures contiennent souvent des paysages très lumineux et peuplés de nombreux personnages. Ses décors de marges sont faits de tiges fleuries courtes et symétriques dans lesquels nichent des putti, animaux et médaillons. Ses lettrines sont faites de rinceaux de vignes peints avec minutie.

## Œuvres
- Œuvres de Sénèque, pour Alphonse V d'Aragon, vers 1455-1458, Bibliothèque nationale de France, Lat.17842[3]
- De officiis de Cicéron, vers 1455-1460, Société des lettres, sciences et arts de l'Aveyron, Rodez, Ms.2[4]
- Psautier pour un membre de la famille dï Avalos, en collaboration avec le Maître d'Isabella di Chiaromonte, vers 1465-1467, Bibliothèque royale, Ms.131F18[5]
- De Orthodoxa Fide de Jean Damascène, vers 1465-1470, en collaboration avec le Maître d'Isabella di Chiaromonte, BNF, Lat.2379[6]
- Phaenomena de Aratos de Soles, (aussi attribué au Maître d'Isabella di Chiaromonte) vers 1469, Morgan Library and Museum, M.389[7]
- Consolation de la philosophie de Boèce et De ingenuis moribus de Pier Paolo Vergerio l'Ancien, pour Agnolo Manetti, 1467, Bibliothèque apostolique vaticane, Pal.lat.1470
- Exemplaire à la première page enluminée d'une édition des Tusculanae disputationes de Cicéron édité à Rome par Ulrich Han (en) le 1er mai 1469, pour Antonello Petrucci (en), Musée Condé, IX-A-039[8]
- Livre d'heures de Galeazzo di Sanseverino ayant appartenu à Alphonse d'Aragon, duc de Calabre, vers 1470, Victoria and Albert Museum, MSL/1910/2387 (Salting 1224)[9]
- Feuillet isolé d'un manuscrit juridique de Bartolomeo di Capua, passé en vente chez Arenberg Auction à Bruxelles le 15 juin 2019 (lot 752)[10]
- Bréviaire, vers 1475, Bibliothèque historique de l'université de Valence, Ms. 887[11]
- Psautier aux armes de P. Diaz Garlon, vers 1475, BAV, Vat.Lat.3467[12]
- Enarrationes in Epistolas s. Pauli d'Athanase d'Alexandrie, 1480, BNF, Lat.667[13]
- De Architectura de Vitruve, vers 1480, BHUV, Ms.727[14]
- Commentaire sur l'évangile de Marc, par Thomas d'Aquin, vers 1480-1493, BHUV, Ms.53[15]
- Expositio litteralis in Isaiam. de Thomas d'Aquin, vers 1489-1492, Bibliothèque nationale de France, Lat.495[16]
- Psautier, avant 1491, BHUV, Ms.846[17]
- Commentaires sur les épitres de saint Paul aux Corinthiens, Thomas d'Aquin, vers 1491, BHUV, Ms.380[18]
- Œuvres de Platon traduites par Marsilio Ficino, vers 1491-93, British Library, Harley 3482[19]
- Expositio in Epistolam Pauli ad Romanos de Thomas d'Aquin, vers 1492, BNF, Lat.674[20]
- Commentaria in libros Aristotelis de Thomas d'Aquin, vers 1492-1493, BNF, Lat.6525[21]
- Psautier, vers 1493, New York Public Library, Ms. Spencer 130[22]
- Graduels pour le couvent San Severino de Naples, en collaboration avec Nardo Rapicano, vers 1494-1495, Bibliothèque de l’Abbaye du Mont-Cassin, cor. L., M., N., O., et S
- Codex Santa Marta, 6 miniatures de Felice, Naples, Archivio di Stato, 99 C.I
- Commentaires de Jean Duns Scot, Bibliothèque d'État de Berlin, Ms.52